# Johan Christopher Bring
Johan Christopher Bring (født 6. april 1829 i Össjö, død 4. juli 1898) var en svensk præst, fætter til Ebbe Gustaf Bring og Gottfrid Billing.
Bring tog 1852 præsteeksamen. Efter tjeneste i Lunds Stift kaldtes han 1862 til forstander for diakonisseanstalten i Stockholm, hvis storartede udvikling væsentlig skyldtes Bring. Som en anerkendelse heraf udnævntes han 1893 til Dr. theol.. Bring udgav adskillige opbyggelsesskrifter samt tidsskriftet Olivebladet.